# ネオボールZ
ネオボールZ（英: NEOBALL Z）は、かつて 東芝ライテックが製造・販売していた電球型蛍光ランプ及びその商標である。日本、北米及び中国で販売された。
東芝ライテックは、1998年に「業界初」となる白熱電球とほぼ同じ形状とし且つ「世界最小」となる「ネオボールZ」を、2004年に「業界初」となる白熱電球と「同じサイズ」にまで小形化した「ネオボールZジャストサイズ」を、2005年に「業界初」となる白熱電球と形状並びに光り方が一致する「ネオボールZリアル」を発売した。いずれも日本の国立科学博物館産業技術史資料データベースに登録されている。また、一連の技術開発に対して第4回電気技術顕彰でんきの礎を受彰している。
「ネオボールZ」は、「ネオボール」の究極を求めたという意味を込めてと命名したとしている。OEMも行い、一部製品が日立ライティングの「ナイスボールV」、三菱電機オスラムの「スパイラルピカ」、三洋電機販売の「フレッシュボールS」及び、NECライティングの「HGボール」として販売された。
2015年3月末をもって、LED電球のラインアップが揃ったことを理由に生産を終了した。

## 日本
| 品名                      | 発売年 | 発光色 | 外径(mm) | 全長(mm) | 消費電力(W) | 全光束(lm) | 定格寿命(h) | 質量(g) | 価格(JPY) | 出典          |
| ------------------------- | ------ | ------ | -------- | -------- | ----------- | ---------- | ----------- | ------- | --------- | ------------- |
| 白熱電球A形60W            |        | 電球色 | 55       | 98       | 54          | 810        | 1,000       |         | 160       | [ 22 ]        |
| ネオボールZ               | 1998   | 電球色 | 60       | 123      | 14          | 810        | 6,000       | 98      | 1,800     | [ 23 ] [ 24 ] |
| ネオボールZ               | 2000   | 電球色 | 60       | 123      | 12          | 810        | 6,000       | 100     | 1,800     | [ 22 ]        |
| ネオボールZ               | 2003   | 電球色 | 60       | 123      | 13          | 810        | 6,000       | 100     | 1,800     | [ 25 ]        |
| ネオボールZジャストサイズ | 2004   | 電球色 | 60       | 109      | 13          | 810        | 6,000       | 80      | 1,800     | [ 26 ]        |
| ネオボールZリアル         | 2005   | 電球色 | 55       | 109      | 12          | 810        | 6,000       | 60      | 1,800     | [ 27 ]        |
| ネオボールZリアルPRIDE    | 2008   | 電球色 | 60       | 109      | 10          | 810        | 12,000      | 70      |           | [ 28 ]        |

ネオボールZ
1998年（平成10年）10月1日に、U字形に曲げた管径10.0mmのガラス管を3本束ねた3U形発光管により、白熱電球（A形）とほぼ同じ形状に小型化した「ネオボールZ」60WタイプA形（EFA14）、同D形（EFD13-Z）及び同G95形（EFG14）を発売した。
東芝はA形（EFA14）及びD形（EFD13-Z）は「世界最小」としていて、A形（EFA14）は、白熱電球が外径60mm、全長109mmのところ、外径60mm、全長123mmで、白熱電球応用器具との適合率は90％超とした。G形（EFG14）は外径・全長とも白熱電球と同寸であった。全光束は白熱電球と同値の810lmで、その消費電力は白熱電球の54Wに対し14Wで四分の一となった。60WタイプA形（EFA14）が1998年度グッドデザイン賞金賞を、60WタイプD形（EFD13-Z）及び60WタイプG形（EFG14）が1998年度グッドデザイン賞を受賞した。60WタイプA形（EFA14）は、国立科学博物館の産業技術史資料データベースに登録されている。
1999年（平成11年）6月1日に40WタイプA形（EFA9）を発売、1999年（平成11年）7月6日には60Wタイプの改良と100Wタイプの発売を発表した。100WタイプはA形（EFA25）、D形（EFD23-Z）及びG95形（EFG23-Z）があり、U字形に曲げた管径10.0mmのガラス管を4本束ねた4U形発光管とした。60Wタイプの密閉形器具への対応はD形のみだったが、新たにA形及びG95形も対応した。60Wタイプ及び100Wタイプの点灯時の光束立ち上がり速度は、点灯30秒後の光束値を従来の約60％から約90％に改善した。100WタイプD形（EFD23-Z）は世界最小としている。100WタイプA形（EFA25）及び40WタイプA形（EFA9）が1999年度グッドデザイン賞を受賞した。100Wタイプは、国立科学博物館の産業技術史資料データベースに登録されている。
1999年（平成11年）8月16日に、装飾照明用のネオボールZカラー（EFG14･G）を発売した。
2000年（平成12年）10月1日に、60Wタイプと40Wタイプを改良し発売した。発光管の管径を11.0mmに改め発光効率を改善、インバータ回路を改良するなどし、消費電力を60Wタイプ（EFA12）が12W、40Wタイプ（EFA8）が8Wに低減し、40Wタイプと白熱電球の割合が22％となることから、60Wタイプ（EFA12）も含め「五分の一」と称した。点灯時の光束立ち上がり速度も、点灯3秒後の明るさが、従来品の約20％からA形及びG形が約40％に、D形が60％に改善した。60WタイプD形（EFD12）が2000年度グッドデザイン賞を受賞した。
2001年（平成13年）2月1日に、定格寿命が8,000時間のネオボールZ養鶏用（EFA8EL-Y）を発売した。
同年5月1日には100Wタイプも発光管の管径を11.0mmに改め、省エネルギー化、小型化するなどの改良を施し発売した。消費電力はA形（EFA22）が22W、D形（EFD21）が21W、G95形（EFG21）が21Wとなり、A形（EFA22）の外径は従来品（EFA25）の70mmから65mmに、D形（EFD21）の全長は従来品（EFD23）の138mmから130mmと小型化した。100WタイプA形（EFA22）、100WタイプD形（EFD21）及び100WタイプG95形（EFG21）が2001年度グッドデザイン賞を受賞した。
2002年（平成14年）4月1日に、60WタイプR形（EFR12）及び40WタイプG95形（EFG8）を発売した。40WタイプG95形（EFG8）は外径・全長とも白熱電球と同寸であった。40WタイプG95形（EFG8）が2002年度グッドデザイン賞を、60WタイプR形（EFR12）が2002年度グッドデザイン・エコロジーデザイン賞を受賞した。
2003年（平成15年）4月1日に、ミニクリプトン電球代替用60WタイプD形（EFD15/13-E17）及び同40WタイプD形（EFD10/9-E17）を発売した。ミニクリプトン電球代替用60WタイプD形（EFD15/13-E17）は、ミニクリプトン電球60Wタイプが外径35mm、全長67mm、質量12g、消費電力57W、全光束800lmで定格寿命2,000時間のところ、外径40mm、全長112mm、質量58g、消費電力13W、全光束810lm（電球色）で定格寿命8,000時間を、ミニクリプトン電球代替用40WタイプD形（EFD10/9-E17）は、ミニクリプトン電球40Wタイプが外径35mm、全長67mm、質量12g、消費電力38W、全光束480lmで定格寿命2,000時間のところ、外径40mm、全長90mm、質量50g、消費電力9W、全光束480lm（電球色）で定格寿命8,000時間を実現した。両製品とも、2003年度グッドデザイン賞を受賞した。
2003年（平成15年）7月31日に、ミニクリプトン電球代替用40WタイプD形ロングネックタイプ（EFD10/9-E17）を発売した。同年10月1日には、60WタイプA形「光束立ち上がり改善形」（EFA15/13）及び60WタイプD形「光束立ち上がり改善形」（EFD15/13）を発売した。60WタイプA形「光束立ち上がり改善形」（EFA15/13）を例とすると、定常点灯時（点灯後30分後）の明るさを100％として比較した点灯直後の明るさを、従来品（EFA12）の10％から35％に改善し、その後、50％の明るさになるまでにかかる時間も、従来品（EFA12）の約6秒から約2秒へ短縮したが、消費電力は従来品（EFA12）の12Wから13Wに増加し、白熱電球との比較は「五分の一」から四分の一となった。また同日にミニクリプトン電球代替用40WタイプA形（EFA10/9-E17）並びに100WタイプG95形「ガラスクリヤー」（EFG21EDG）を発売した。ミニクリプトン電球代替用40WタイプA形（EFA10/9-E17）は、ミニクリプトン電球40Wタイプが、外径35mm、全長67mm、質量12g、消費電力38W、全光束480lmで定格寿命2,000時間のところ、外径50mm、全長98mm、質量60g、消費電力9W、全光束480lm（電球色）で定格寿命6,000時間を実現した。ミニクリプトン電球代替用40WタイプA形（EFA10/9-E17）は、2003年度グッドデザイン賞を受賞した。
2004年（平成16年）10月1日に、60WタイプA形「明るさ30％アップ」（EFA18）並びに外径が70mmの60WタイプG70形（EFG15/13-G70）及び40WタイプG70形（EFG10/9-G70）を発売した。60WタイプA形（EFA15EL/13-ZJ）が消費電力13W、外径60mm、全長109mmで全光束810lmのところを、60WタイプA形「明るさ30％アップ」（EFA18EL）は、消費電力18W、外径60mm、全長126mmで全光束1,050lmとした。60WタイプA形「明るさ30％アップ」（EFA18EL）が2004年度グッドデザイン賞を受賞した。
2005年（平成17年）4月1日に、60WタイプG95形「光束立ち上がり改善形」（EFG15/13-ZJ）並びに60WタイプD形「光束立ち上がり改善形」（EFD15/13）の改良品（EFD15/13-Z）を発売した。60WタイプG95形「光束立ち上がり改善形」（EFG15/13-ZJ）は、60WタイプA形「光束立ち上がり改善形」（EFA15/13）と同様の光束立ち上がり改善に加え、点灯方式の改良により点滅寿命約2万回以上を確保した。改良された60WタイプD形「光束立ち上がり改善形」（EFD15/13-Z）は、従来品（EFD15/13）の全長116mmから、A形と同寸の全長109mmに小型化した。同年7月1日には、100WタイプA形「光束立ち上がり改善形」（EFA25/22）及び100WタイプG95形「光束立ち上がり改善形」（EFG25/20-ZJ）を発売した。
2006年（平成18年）4月1日に、60WタイプA形「常夜灯機能付」（EFA15/13-N）、60WタイプT形（EFT15/12）及び40WタイプT形（EFT10/8）を発売した。60WタイプA形「常夜灯機能付」（EFA15/13-N）は、LEDランプを内蔵したことにより常夜灯としても利用を可能とした。60WタイプT形（EFT15/12）及び40WタイプT形（EFT10/8）は、外径38mmの筒型とし、「ネオボールZリアル」と同様に口金部分に電子回路を全て収めて非発光部分をほとんど無くした。同年10月1日には、シャンデリア電球代替用60Wタイプ（EFTC15/12）、100WタイプR形（EFR25/22）及びミニクリプトン電球代替用60WタイプA形（EFA15/13-E17）を発売した。
2012年（平成24年）2月1日に60WタイプA形（EFA15/11-E）及び40WタイプA形（EFA10/7-E）を発売した。同年7月31日には100WタイプG95形（EFG25/20-ZN）を発売した。
ネオボールZ PLUS
電球調光器に対応したタイプ。2000年（平成12年）11月1日に60WタイプD形（EFD15/H）を発売した。白熱電球のように明暗を0％から100％まで調光できないが、35％から60％の範囲で調光できる。2000年度グッドデザイン賞を受賞した。
ネオボールZジャストサイズ
白熱電球と「同じサイズ」にまで小形化したタイプ。2004年（平成16年）4月1日に、60WタイプA形（EFA15/13-ZJ）及び同40WタイプA形（EFA10/9-ZJ）を発売した。60WタイプA形（EFA15/13-ZJ）の外径は60mm、全長は109mm、40WタイプA形（EFA10/9-ZJ）の外径は55mm、全長は98mmとなり、外径及び全長は白熱電球と同値となった。両製品とも2004年度グッドデザイン賞を受賞した。
ネオボールZリアル
2005年（平成17年）10月1日に、「ネオボールZリアル」60WタイプA形（EFA15/12-R）及び同40WタイプA形（EFA10/8-R）を発売した。発光管の管径を7.0mmにするなどし、ネック部分に白熱電球のような「くびれ」をつけ、白熱電球応用器具への適合率をほぼ100％に向上させた。口金部分に電子回路を全て収めて非発光部分をほとんど無くすことで、ランプ表面積に対する発光面積比率を従来品（EFA15/13-ZJ及びEFA10/9-ZJ）の約72％から約92％に拡大した。消費電力は60WタイプA形（EFA15/12-R）で12W、40WタイプA形（EFA10/8-R）で8Wに低減し、白熱電球との割合を「五分の一」とした。外径を白熱電球の60mmより小さい55mmとし、質量も60WタイプA形（EFA15/12-R）が従来品（EFA15/13-ZJ）から20g減、40WタイプA形（EFA10/8-R）が従来品（EFA10/9-ZJ）から12g減となった。両製品とも、第45回2006ジャパンパッケージングコンペティションの経済産業省製造産業局長賞並びに2004年度グッドデザイン賞を受賞した。国立科学博物館の産業技術史資料データーベースに登録されている。
2007年（平成19年）6月1日に、100WタイプA形（EFA25/21-R）を発売した。第18回省エネ大賞の省エネルギーセンター会長賞並びに2007年度グッドデザイン賞を受賞した。国立科学博物館の産業技術史資料データーベースに登録されている。
2010年（平成22年）2月15日に、ミニクリプトン電球代替用40WタイプA形（EFA10/8-E17-S）を発売した。ミニクリプトン電球40Wタイプが、外径35mm、全長67mm、質量12g、消費電力38W、全光束480lmで定格寿命2,000時間、従来品である「ネオボールZ」ミニクリプトン電球代替用40WタイプA形（EFA10/9-E17）が、外径50mm、全長98mm、質量60g、消費電力9W、全光束480lm（電球色）で定格寿命6,000時間のところ、外径45mm、全長81mm、質量37g、消費電力8W、全光束450lm（電球色）で定格寿命8,000時間を実現した。国立科学博物館の産業技術史資料データーベースに登録されている。
2012年（平成24年）2月1日に、60WタイプA形（EFA15/11-Z）、60WタイプD形（EFD15/11-Z）、60WタイプG95形（EFG15/11-Z）、60WタイプG95形（EFG15/11-Z）、40WタイプA形（EFA10/7-Z）及び40WタイプG95形（EFG10/7-Z）を発売した。
ネオボールZ-eL
2007年（平成19年）9月1日に、「ネオボールZ-eL」60WタイプA形（EFA15/10-EL）を発売した。「ネオボールZリアル」60WタイプA形（EFA15/12-R）と同じ外径、全長としながら、消費電力を10Wに減じ、定格寿命は10,000時間に伸ばし、点滅寿命を3万回とした。
ネオボールZリアルPRIDE
2008年（平成20年）7月1日に、「ネオボールZリアルPRIDE」60WタイプA形（EFA15/10-PD）を発売した。螺旋形発光管を採用することなどにより、「ネオボールZリアル」60WタイプA形（EFA15/12-R）と同寸のまま、消費電力を10Wに減じた。また、電極部への電子放出物質塗布量の最適化により定格寿命を12,000時間に伸ばし、点滅寿命も4万回とし、発光管のガラス内面にUVカット効果の高い膜を塗布することにより誘虫率の低減を実現した。環境効率アワード2008の日本環境効率フォーラム会長賞並びに2008年度グッドデザイン賞を受賞した。国立科学博物館の産業技術史資料データーベースに登録されている。
2010年（平成22年）2月3日に、60WタイプD形（EFD15/10-PDS）を発売した。
2010年（平成22年）6月18日に、100WタイプD形（EFD25/20-PDS）を発売した。

### リコール等
2001年（平成13年）3月から2006年（平成18年）6月までに製造販売した「ネオボールZ」100WタイプG95形（EFG21）及びOEMで製造した電球形蛍光ランプ100Wタイプにおいて、ランプ寿命時にインバータ回路上のコンデンサの単品故障により、ランプ内の気圧が高まり極めて稀にガラスカバーが外れる可能性のあることが判明した。東芝ライテック株式会社が把握した事例は、ガラスカバーが外れて落下・破損に至った4件で、いずれもガラス破片での怪我等は発生しなかったが、自主的に告知、回収並びに交換を行うこととした。
2005年（平成17年）5月から2012年（平成24年）4月までに製造販売した「ネオボールZ」100WタイプG95形「光束立ち上がり改善形」（EFG25/20-ZJ）及びOEMで製造した電球形蛍光ランプ100WタイプG95形において、ガラスカバーと本体の接着強度が一部弱いものがあり、ランプ寿命時に内圧が高まるとガラスカバーが破損・落下する可能性のあることが判明した。東芝ライテック株式会社が把握した事例はなかったがリコールを届出、告知、回収並びに交換を行なっている。対象台数は、OEMを含め3,855,000台。
リコール届出済みの2005年（平成17年）5月から2012年（平成24年）4月までに製造販売した「ネオボールZ」100WタイプG95形「光束立ち上がり改善形」（EFG25/20-ZJ）について、重大製品事故（火災）が発生したと内閣府消費者庁が公表した。

## 脚註

### 註釈
1. ↑  「ネオボールZ」は、東芝ライテック株式会社の登録商標である[1][2]。
2. ↑  白熱電球や電球形蛍光灯の形状及び寸法は日本産業規格（JIS C 7620-2やJIS C 7710など）で定められてい、電球形蛍光灯の形状にはA形（一般電球形状）、D形（発光管露出形状）やG形（ボール電球形状）などがある[29][30]。
3. ↑  東芝ライテック株式会社は「ネオボールZ」A形及びD形を世界最小としている[33][37]。